# Groveton, Texas
Groveton är en stad i den amerikanska delstaten Texas med en yta av 6,8 km² och en folkmängd som uppgår till 1 107 invånare (2000). Groveton är administrativ huvudort i Trinity County.